# れこっず
れこっず（RECODS）はイオングループのコンビニエンスストアであるミニストップ株式会社が運営する店舗業態の一つである。
本項では、かつて企業として存在していた株式会社れこっず（RECODS Co., Ltd.）についても併せて述べる。

## 概要
イオングループのドラッグストアチェーン「ハピコム」の一員となっている株式会社CFSコーポレーションとタキヤ株式会社（現在は2社共にウエルシア薬局株式会社へ統合されている）、そして同グループにおいてコンビニエンスストアを展開するミニストップ株式会社の共同出資による合弁会社として設立された。
独自の店舗ブランドとして「れこっず」（RECODS）を開発・フランチャイズ展開していた。これはドラッグストアの"専門性"とコンビニエンスストアの"利便性"を一体化して融合させた新業態の店舗で、「地域密着ヘルスケアステーション&生活支援ステーション」をコンセプトとしている。店内では一部ファーストフード商品の取り扱いを行っている他、決済方法はミニストップに準じている為、WAON・楽天Edyなどによる電子マネーも利用可能である。
なお、ドラッグストアについては関東地区ではCFSコーポレーション（2014年8月末撤退）が、関西地区ではタキヤがそれぞれ担当。またタキヤでは2009年8月よりミニストップと共同で「タキヤ・ミニストップサテライト」を展開していた経緯があり、この名称で展開していた奈良駅前店は当社設立後に店舗ブランドを「れこっず」に変更された。
2014年9月1日付でミニストップ株式会社が株式会社れこっずを吸収合併したことで法人としては消滅され、多くの店舗が閉店やドラッグストア（ウエルシア薬局が運営する「ハックドラッグ」や「ウエルシア」（当初は「TAKIYA」で、後に屋号変更））に業態転換されているが、関東地区の一部店舗はミニストップに運営が引き継がれ、現在も営業を続けている。

## 沿革
- 2010年（平成22年）
  - 7月12日 - 株式会社CFSコーポレーション・タキヤ株式会社・ミニストップ株式会社の3社がそれぞれの取締役会において、3社の合弁会社設立について基本合意。その際、合弁会社の商号を「株式会社れこっず」とすることも発表された[1]。
  - 8月20日 - 前述の基本合意に基づき設立[2]。
  - 10月13日 - 「れこっず」1号店となる磯子広町店をオープン[3]。
  - 10月30日 - 「れこっず」の関西地区1号店となる伊川谷店をオープン[4]。
- 2011年（平成23年）
  - 3月3日 - 摂津市駅前店をオープンし、大阪府に進出。
  - 4月27日 - 小平上水店をオープンし、東京都に進出。
  - 7月29日 - 木津店をオープンし、京都府に進出。
- 2014年（平成26年）
  - 6月 - 株式会社CFSコーポレーションが保有全株式を売却。
  - 9月1日 - ミニストップ株式会社に吸収合併され消滅。

## 店舗
関東地区で「ハックドラッグ+ミニストップ」の店舗（東京都・神奈川県）、関西地区で「TAKIYA+ミニストップ」の店舗（大阪府・京都府・兵庫県・奈良県）を展開していた。
関西地区では閉店やドラッグストアへの業態転換により撤退し、関東地区でも2019年9月時点で神奈川県の天王町駅前店と東京都の南阿佐ヶ谷店の2店舗がミニストップに業態転換された為、現存する店舗は無い。